# Лесозаготовка
Лесозагото́вка (чаще во множественном числе: лесозагото́вки) — заготовка лесоматериалов. Заготовка леса подразумевает валку деревьев в лесу, с последующей разработкой древесины (хлыстов) по сортиментам (брёвнам, без сучьев, определённой длины).

## Технология
Лесозаготовка (или заготовка леса) осуществляется на заранее выделенной площади, которую называют лесосека, делянка, отвод, дровосека или готовище (участок леса, отведённый исключительно для рубки дров), курень (на Урале так называют место, где не только заготовляют дрова, но и производят углежжение) и так далее. Кроме этого, под лесозаготовкой так же понимают частичную (выборочную) вырубку на площади лесной дачи деревьев требуемого размера и свойств (качеств), подлежащих удалению по хозяйственным соображениям (сухостойные, суховершинные, повреждённые ветром, заглушённые и угнетённые, а также при прореживаниях и проходных рубках, в молодняках и так далее). Тем не менее, даже на лесосеках, делянках и других участках лесозаготовки рубка может производиться различными способами: либо срубают все деревья сплошь (подряд), либо срубаются определённые деревья в несколько приёмов через известные промежутки времени, либо по окончании рубки на выделенной для заготовки площади должны быть оставлены все деревья известной породы или известных размеров или с особой (специальной) целью только некоторые, например, семенники, необходимые для возобновления до следующего оборота рубки и другие подобные деревья.
Выделенные для заготовки леса площади зачастую располагаются на значительном удалении от населённых пунктов. Сосредоточенность работы лесорубов на относительно небольшом участке леса диктует необходимость обустройства временных помещений для рабочих с целью предотвращения потери рабочего времени на перемещение работников. Кроме того, в лесу, в местах где производится розничная продажа заготовленных материалов обустраивается контора и другая необходимая инфраструктура (станки, хранилища для заготовленных материалов, печи или места для обустройства костров для выжигания угля (углежжение) и так далее. Благодаря максимально приближенной к месту рубки инфраструктуре зачастую трудно точно установить определённые границы между разработкой деревьев в процессе лесозаготовки и дальнейшей переработкой полученной древесины в различных производствах, особенно в тех случаях, когда заготовка леса ведётся частями, постепенно, по мере переработки заготовленной древесины в изделия, как это по обыкновению распространено в процессе кустарного производства. Однако для полного успеха процесса лесозаготовки необходимо, чтобы разработка хлыстов на сортименты осуществлялась опытными работниками, знакомыми с требованиями, предъявляемыми к лесным материалам рынком или потребителями. Только при такой организации лесозаготовки можно быть уверенным, что каждая часть срубленного дерева будет утилизирована в соответствии с её качествами и оценена по реальной стоимости.

## Техника
С незапамятных времён основными инструментами дровосека являлись топор и пила. По мере развития общества совершенствовались и орудия труда лесорубов — появились бензопилы, электропилы, а позднее — специальные машины, трелёвочные трактора и компьютеризированные комбайны для ведения лесозаготовки.
В процессе ручной рубки леса вальщик сначала делает подпил (подруб) с той стороны дерева, в которую собирается его валить, затем переходит на противоположную сторону и производит основной пропил (рез), обязательно оставляя небольшой недопил, который не позволяет развернуться дереву вокруг продольной оси, тем самым не давая ему соскользнуть с пня. В паре с вальщиком работает помощник — лесоруб. Далее сучкорубами, работающими обычно в группе, производится очистка ствола от сучьев и удаление вершины. Полученный хлыст может быть раскряжёван звеном рабочих в составе: разметчика, раскряжёвщика и 2—3 откатчиков.
Самый простой инструмент современного лесоруба — бензопила, однако справиться с ней непросто. Чтобы свалить дерево, необходимо рассчитать угол и глубину подпила, учесть расположение кроны, направление и скорость ветра, расположение рядом стоящих деревьев и множество других нюансов. Однако на смену ручной валке леса приходит компьютеризированная лесозаготовительная техника. При механизированной рубке валка, удаление сучков и раскряжёвка производится лесозаготовительным комбайном (харвестером), а сбор сортиментов и трелёвка — форвардером. Автоматическая валочная машина харвестер способна не только спилить дерево, ободрать сучья, но и разделить его на части заданного размера всего за 60 секунд. При этом оператор всё это время находится в комфортных условиях кабины и с помощью джойстика управляет процессом. Харвестер работает «в паре» с форвардером — тягачом-погрузчиком, созданным для погрузки и транспортировки древесины к погрузочным пунктам. Умные «напарники», заменяющие бригаду из нескольких десятков лесорубов, работающих «ручным» способом, обеспечивают высокую производительность лесозаготовки. Тем не менее, даже «умным» машинам необходимы операторы-профессионалы.
Ещё один из новых инструментов, показывающий эффективность в вырубке деревьев, создан на основе лазера. Лазер тестируется для вырубки просеки для последующей установки линий электропередач.

## Лесозаготовка как предпринимательская деятельность
Процесс лесозаготовки представляет собой предпринимательскую деятельность, связанную с вырубкой лесных насаждений, их трелёвкой, последующей частичной переработкой, хранением и вывозом заготовленной древесины из леса. Чаще всего, лесозаготовка осуществляется в эксплуатационных и защитных лесах.
Лесозаготовка может осуществляться непосредственно владельцем площади леса (так называемая хозяйственная заготовка леса) либо покупателем, который скупил участок леса на корню. При этом хозяйственная лесозаготовка обладает рядом преимуществ:
- заготовка леса может успешно сочетаться с успешным ходом естественного обновления леса, надлежащим возобновлением лесонасаждений, своевременным и выгодным использованием отдельных деревьев и так далее;
- практически исключаются влияния на доходы, получаемые владельцем, связанные с неправильной оценкой реальной стоимости древесины;
- в рыночных условиях появляется возможность соразмерить рубку леса с динамикой спроса на лесные материалы и, таким образом, при необходимости вовремя сокращать её.

### Документы, необходимые для осуществления лесозаготовки в России
Для осуществления легальной заготовки древесины в лесах, расположенных на территории России необходимо наличие нескольких документов:
- договор аренды лесного участка, зарегистрированный в установленном порядке;
- акт приёма-передачи лесного участка в аренду;
- проект освоения лесов (прошедший государственную экспертизу);
- лесная декларация, принятая государственным органом, предоставившим лесной участок;
- технологическая карта разработки лесосеки.

## В России
По данным ЕЭК ООН, в 2017 году в России было заготовлено около 198 млн м3 деловой круглой древесины, что почти аналогично показателю 2016 года, и примерно на 10 % больше, чем в 2013 году. Официальная оценка заготовки хвойного кругляка в 2016 году составила 150,9 млн м3, лиственного — 46,7 млн м3.